# Третьяків Володимир Іванович
Третьяків Володимир Іванович (15.06.1882, м. Київ — †02.01.1945 Польща м. Лодзь) — полковник Армії УНР, Окремого корпусу кордонної охорони.

## Життєпис
Народився у м.Київ. Вступив на військову службу у 1900 р. Станом на 01.01.1910 р. — поручик 73-го піхотного Кримського полку (Могилів-Подільський). Останнє звання у російській армії — полковник.
В українській армії з 1918 р. 
З 15.02.1919 Начальник штабу 2-ї Подільської кордонної бригади (Кам'янець-Подільський) Окремого корпусу кордонної охорони.
У листопаді 1920 року в складі Армії УНР перейшов на західний берег Збруча та був інтернований польською владою. 
З 1 лютого до 7 березня 1922 р. командир Окремої кадрової бригади кордонної охорони та перебував у таборі інтернованих №10 в м. Каліш, Польща. Станом на 7 березня 1922 р. служив помічником командира Окремої кадрової бригади кордонної охорони. 23 листопада 1922 р. – голова Кадрової комісії кордонної охорони.
Помер в Польща, Лодзь (пол. Lodz ), Лодзьке воєв., цвинтар «На Долах». Адреса кладовища: cmentarz przy ul. Telefonicznej Сектор №V, ряд №A, місце №11. 

## Вшанування пам'яті
28 травня 2011 року у мікрорайоні Оболонь було відкрито пам'ятник «Старшинам Армії УНР — уродженцям Києва». Пам'ятник являє собою збільшену копію ордена «Хрест Симона Петлюри». Більш ніж двометровий «Хрест Симона Петлюри» встановлений на постаменті, на якому з чотирьох сторін світу закріплені меморіальні дошки з іменами 34 старшин Армії УНР та Української Держави, які були уродженцями Києва (імена яких вдалося встановити історикам). Серед іншого вигравіруване й ім'я Володимира Третьяківа.